# Jane Lumley
Jane Lumley, la Baronesa Lumley (1537– 27 de julio de 1578), también conocida por su nombre de soltera en inglés como Lady Jane Fitzalan, fue una noble inglesa que tradujo por primera vez Eurípides al inglés.
Era la hija mayor de Henry FitzAlan, decimonoveno Conde de Arundel y su primera mujer, Lady Katherine Grey (murió en 1542). El conde de Arundel invirtió en una buena educación tanto para sus hijas, Jane y su hermana Mary, como para su heredero. Su biblioteca, más tarde conocida como la Biblioteca Lumley, fue fundamental para este proyecto. Jane se casó con John Lumley, Barón Lumley I (c.1533–1609), entre 1550–1553, cuando tenía entre 12 y 15 años. Tuvieron tres hijos, que fallecieron en su infancia. Su marido era académico, traductor y coleccionista de libros, y apoyó las actividades literarias de su esposa. La pareja vivió primero en el Castillo de Lumley en Durham; luego, se unió a Arundel en El Palacio de Nonsuch, donde Jane cuidó a su padre durante su enfermedad. Falleció en 1620. Está enterrada en la capilla de Lumley  en Sutton, al sur de Londres.
La formación de la señora Lumley le otorgó una considerable reputación contemporánea. Tradujo oraciones seleccionadas de Isócrates, del griego al latín; y la Iphigeneia en Aulis  de Euripides, del griego original (o posiblemente, según Caroline Coleman, de la traducción del latín de Erasmo) al inglés. Sus manuscritos se conservaron en la biblioteca de su padre.  Después de su muerte, se trasladaron a la biblioteca de John Lumley,  para posteriormente, pasar a estar bajo control de la corona en 1609. Su traducción de Ifigenia es el primer trabajo dramático conocido de una mujer en inglés.
Jane Lumley era prima hermana de Juana Grey.